# Monas Hieroglyphica

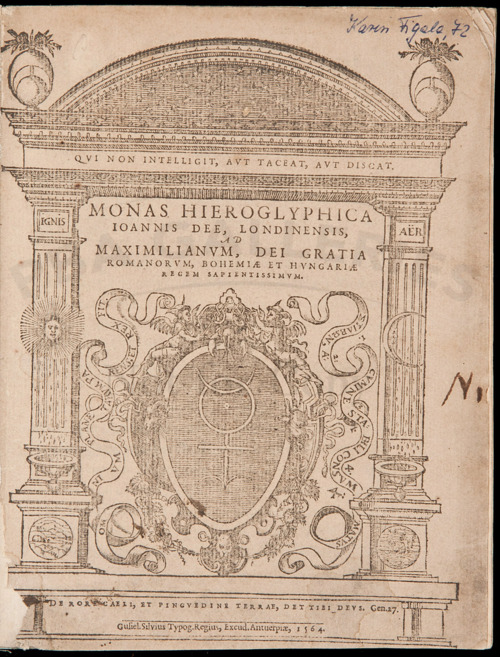
Frontispice van de 'Monas Hieroglyphica' door John Dee, gedrukt door Willem Silvius te Antwerpen, 1564.

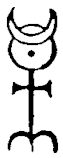
John Dee's Monas Hieroglyphica

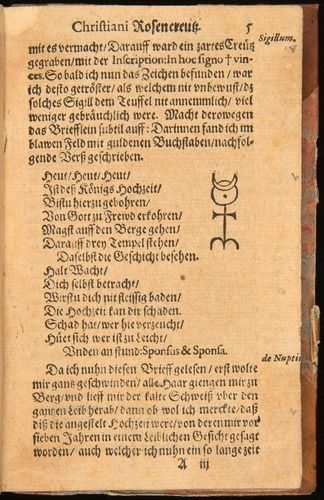
De monas hieroglyphica van John Dee, hier gebruikt in de 'Chymische Hochzeit Christiani Rosencreutz' uit 1616.

De Monas Hieroglyphica is een korte tekst en tevens een symbool van de Engelse esotericus John Dee (1527-1608). Het boek werd in dertien dagen geschreven in 1564, en werd vervolgens gedrukt door Willem Silvius te Antwerpen, toentertijd een belangrijk internationaal handelscentrum en centrum voor de boekdrukkunst. Het werd opgedragen aan de Habsburgse keizer Maximiliaan II en zou een veelbesproken werk worden, welke Dee zelf definieerde als 'een magische parabool'.
Het draait om het symbool, dat 'de ene hiëroglief' betekent, terwijl het refereert aan gedachten, principes en begrippen uit de astrologie (bijv. de planeten), natuurmagie, natuurfilosofie (bijv. de elementen), kabbala, numerologie (bijv. via Pythagoras) en alchemie (bijv. de metalen). De reden voor deze occulte potpourri is wel deze, dat in de vroegmoderne tijd het sympathetische denken in zwang was (onder geletterden en intellectuelen). Dat wil zeggen dat men het universum holistisch voorstelde, vol met correspondenties tussen alle dingen, waarbij macrokosmos en microkosmos onlosmakelijk verbonden waren met elkaar.  Eén ding kon dus naar vele dingen verwijzen, wat men wel als beginsel heeft gezien binnen het hermetisme en alchemie. Een goed voorbeeld van deze denkwijze is nu de monas hieroglyphica: het is een talisman die alle krachten van het universum belichaamt. Om die reden is het symbool juist zorgvuldig opgebouwd uit velerlei andere symbolen. Het teken zélf verwijst dus al naar veel andere tekens, en kan door middel van diepgaande overpeinzingen op allerlei manieren ontleed worden. Die zet Dee vervolgens beknopt uiteen in een reeks aforismen of theoremen (stellingen).
Globaal zijn er twee lagen van betekenis. De eerste draait om de analyse van het symbool en de zoektocht naar correspondenties. De tweede betreft de geleerde of 'magus' die het werk bestudeert zelf. Het symbool laat hem zich bewijzen, en nodigt uit tot spirituele ontplooiing. Laatstgenoemde is voor Dee gerelateerd aan alchemistische transmutatie (theorem XVIII). Het uiteindelijke doel is dan ook spirituele bevrijding en deïficatie van de magus. Hierin baseerde Dee zich met name op de De vita van de Florentijnse neoplatonist Marsilio Ficino.
De basiselementen van de monas hieroglyphica, zoals beschreven in het gelijknamige boek, zijn in eerste instantie:
1. de cirkel met punt: de zon
2. de sikkel: de maan
3. het kruis: de elementen
4. Aries: 'Ram' (sterrenbeeld), het principe van Vuur.

Het symbool kan vervolgens echter nog op diverse andere manieren geanalyseerd worden. Zo zitten er onder andere nog de astrologische tekens in voor: 
1. Mercurius
2. Saturnus
3. Taurus ('Stier')

Dieper is bijvoorbeeld de volgende ontleding. Het kruis kan ook nog diagonaal verdeeld worden, zodat men twee V-achtige hoeken verkrijgt (theorem XVI). Die staan volgens Dee voor de Romeinse letter V, welke de vijfde klinker van het Latijnse alfabet vormt (namelijk U, welke identiek geschreven werd) en tevens de getalswaarde van 5 heeft (toeval bestaat niet in dit wereldbeeld). Vijf is op zijn beurt weer precies de helft van tien, het perfecte getal. Het kruis biedt ook andere mogelijkheden. In beginsel heeft het vier uiteindes, en indien die opgeteld werden zoals Pythagoras dat deed, dan krijgt men 1+2+3+4=10 (het eerste plus het tweede enz.) (theorem VIII).
Natuurlijk zegt Dee nog meer over het symbool. De cirkel is bijvoorbeeld de eerste vorm van de schepping en de punt erin verwijst naar de aarde. Samen vormt dit het Egyptische symbool voor de zon. Verder valt de maansikkel op. De zon en de maan staan voor de dag en de nacht, maar ook voor de eerste dag van de schepping. Er schuilt dus duidelijk een kosmologisch aspect in de tekst.
Hoe precies blijft onduidelijk, maar met zijn Monas Hieroglyphica is John Dee wel verbonden met de Rozenkruisers. Het symbool verschijnt namelijk in het Rozenkruisersmanifest (vroeg zeventiende eeuw) en in de Chymische Hochzeit Christiani Rosencreutz anno 1459 uit 1616.